# Эдмунд Тюдор, 1-й граф Ричмонд
Э́дмунд Тюдо́р (англ. Edmund Tudor; также известный как Э́дмунд Хэ́дэмский, англ. Edmund of Hadham; около 1430 — 1 ноября 1456) — английский аристократ, 1-й граф Ричмонд с 1452 года, сын валлийского дворянина Оуэна Тюдора и французской принцессы Екатерины Валуа; единоутробный брат короля Англии Генриха VI, старший брат уэльского военачальника Джаспера Тюдора, отец короля Англии Генриха VII.

## Происхождение
По отцовской линии Эдмунд происходил из валлийского рода Тюдоров. Его предки, Тидиры из Пенминида, занимали видное место в Уэльсе минимум с начала XIII века. До конца XIV века они оставались самой могущественной семьёй в регионе. Первые представители рода были скромными землевладельцами, жившими недалеко от восточного берега реки Конуи около Абергеле в современном графстве Конуи. Когда эта территория вошла в состав королевства Гвинед, некоторые Тидиры оказались на службе у его правителя, Лливелина Великого. Возвышение рода начинается с Эдниведа Фичана (умер в 1246), сына Синфрига Жоруэотского, который примерно с 1215 года упоминается в качестве сенешаля Гвинеда, возглавляя основные административные, политические и законодательные органы королевства. Поскольку он был главным советником сначала Лливелина Великого, а затем и его сына Давида II, в награду за службу ему были переданы владения в кантревах Рос и Ривониог. Кроме того, ему были предоставлены привилегии, включавшие в себя освобождённые от всех рент и обязательств, кроме призыва ко двору и на военную службу. Эти привилегии сохранили и его потомки. Их традиционной резиденцией стал Пенминид на острове Англси.
Один из потомков Эдниведа, Тидир ап Горонви, женился на Маргарет, дочери Томаса ап Лливелина ап Оуайна из Кардиганшира, последнего представителя по мужской линии рода правителей Дехейбарта. В этом браке родилось несколько сыновей, младшим из которых был Маредит ап Тидир. Он и его старшие братья играли заметную роль в восстании Оуайна Глиндура, приходившегося им двоюродным братом. О его судьбе после подавления восстания ничего неизвестно. Но в результате их участие в восстании Глиндура привело не только к потери владений и имущества, но и к тому, что их родственникам, как и многим другим валлийцам было запрещено занимать государственные должности, носить оружие и жить в других городах.
Сын Маредита первоначально использовал валлийское имя Оуайн ап Маредит ап Тидир (Оуайн сын Маредита сына Тидира), но в Англии это он звучало слишком громоздко, поэтому его стали называть на английский лад — Оуэн Тюдор. С 1420-х годов он оказался при английском королевском дворе, где у него начался роман с королевой-матерью Екатериной, которая была дочерью французского короля Карла VI. Она по результатам мирного договора в Труа в 1420 году стала женой английского короля Генриха V. В этом браке у неё в 1421 году родился сын — будущий король Генрих VI. Генрих V умер в 1422 году, после чего его вдова жила в Англии, занимаясь воспитанием сына и выполняя различные церемониальные обязанности. Хотя английский парламент в 1427/1428 году принял закон, который оговаривал условия вступления вдовствующих королев Англии в повторный брак. В нём указывалось, что если положение и статус нового мужа королевы были ниже, чем у неё, это расценивалось как оскорбление английской короны. Если же такой брак всё же заключался, все владения и имущество нарушителя подлежали конфискации. При этом все дети, рождённые в подобном браке, становились членами королевской семьи. Кроме того, в билле оговаривалось, что согласие на брак матери должен давать взрослый король. Поскольку в 1427 году Генриху VI было 6 лет, закон гарантировал, что Екатерина не может выйти замуж в течение 8 лет, а её новый муж не сможет влиять на воспитание юного короля.
Однако Екатерина проигнорировала закон и между 1428 и 1432 годами вышла замуж за Оуэна. Сама церемония была тайной, о том, что королева вышла замуж, не было широко известно вплоть до её смерти.
В этом браке родилось минимум двое сыновей, Эдмунд и Джаспер, а также дочь Маргарет, которая рано умерла.

## Детские годы
Эдмунд родился около 1430 года. Его родители, чтобы не привлекать внимание знати и королевского совета, в этот период жили в Хартфордшире, где у Екатерины были владения. Именно там и родились их двое сыновей. Местом рождения Эдмунда считается поместье Мач-Хадем, принадлежавшее епископу, близкому к покойному Генриху V, из-за чего мальчика иногда называли «Эдмунд Хадемский». Историк Джеральд Харрис высказывал предположение, что Эдмунд Тюдор на самом деле мог быть сыном Эдмунда Бофорта, с которым у его матери раньше был роман, но, как отмечает другой исследователь, Ральф Гриффитс, подобная гипотеза не имеет доказательств. Хотя позже король Ричард III в своих прокламациях называл родившихся в этом браке Тюдоров бастардами, современники не сомневались в законности брака Екатерины и Оуэна и законнорождённости их детей.
К 1436 году мать королева Екатерина серьёзно заболела и отправилась для лечения в аббатство Бермондси, где и умерла 3 января 1437 года. После этого Оуэн Тюдор был арестован и помещён в заключение, в котором пробыл до июля 1439 года, а его имущество было конфисковано. Он был помилован в ноябре 1439 года, после чего вплоть до середины 1450-х годов жил как и другие представители английской знати, входя в узкий круг приближённых короля, который весьма почтительно относился к отчиму.
Генрих VI очень хорошо относился к своим единоутробным братьям. Эдмунд и Джаспер, который родился примерно на год позже брата, не позже июля 1437 года за счёт короля были отданы под опеку Кэтрин де ла Поль, аббатиссы Баркинга, сестры графа Саффолка, находясь под ней минимум до марта 1442 года. Она заботилась о питании и гардеробе мальчиков, при них держали прислугу. Когда же они достигли юношеского возраста, король сам стал следить, чтобы его братья ни в чём не нуждались.
Воспитателей для юных Тюдоров отбирали довольно тщательно; чаще всего ими становились служители церкви, заботясь не только об их образовании, но и учили праведной жизни, чтобы они «не поддавались соблазнам юности».

## Граф Ричмонд
Первоначально братья Генриха VI входили в его ближайшее окружение, но только в 1452 году их официально включили в состав королевской семьи. Основанием для этого были не только его расположение к братьям, но и политика. К тому моменту Генрих VI был женат уже 7 лет, но наследника у него не было: последний из братьев его отца, Хамфри, герцог Глостер, умер в 1447 году. Признавая Эдмунда и Джаспера своими братьями, король указал, что считает его своими наследниками, пусть в их жилах текла не английская королевская кровь, а французская.
23 ноября 1452 года Генрих VI возвысил братьев, присвоим им графские титулы: Эдмунд стал графом Ричмондом, а Джаспер — графом Пембруком. Одновременно Эдмунду было пожаловано родовое поместье в Ричмонде; к моменту своей смерти он владел 2/3 Ричмондского онора, ещё одна треть принадлежала вдовствующей герцогине Бедфордской Жакетте, но была после её смерти обещана Ричарду Невиллу, графу Солсбери.
5 января 1453 года Эдмунд и Джаспер на проходившей в Тауэре церемонии были посвящены в рыцари. Это событие получило широкую огласку, а уже 6 марта на собравшемся в Рединге парламенте Эдмунд и Джаспер заняли свои места в палате лордов. Во время его работы палата общин обратилась к королю, чтобы он официально признал графов своими единоутробными братьями, что тот и сделал.
Чтобы поддерживать свой высокий статус, графу требовались значительные доходы. Для этого Генрих VI предоставил братьям владения, которые гарантировали постоянный доход и прибыль. Кроме того, минимум с ноября 1452 года король выплачивал им существенную ренту, выплата которой прекратилась в июне 1453 года, когда Генрих VI серьёзно заболел.
В 1452 году леди Маргарет (Маргарита) Бофорт, девятилетняя дочь Джона Бофорта, 1-го герцога Сомерсета, была призвана ко двору Генриха VI, приходившегося ей троюродным братом. 1 ноября 1455 года двенадцатилетняя Маргарита была выдана замуж за Эдмунда. На следующий год она забеременела будущим королём Англии Генрихом VII.
Летом 1456 года Эдмунд Тюдор, участвовавший в войне Алой и Белой розы на стороне Ланкастеров, был захвачен в плен сторонником Йорков Уильямом Гербертом, 1-м графом Пембруком, и заключён в замок Кармартен в Южном Уэльсе. 3 ноября 1456 года Эдмунд умер от бубонной чумы и был похоронен при францисканском монастыре Кармартена. Валлийский поэт Льюис Глин Коти сочинил элегию на его смерть.
Единственный сын Эдмунда, Генри — будущий Генрих VII, основатель английской королевской династии Тюдоров, — родился в Пембрукском замке почти через три месяца после смерти отца.
В 1539 году останки Эдмунда были перезахоронены в соборе Святого Давида в Сент-Дейвидсе.
|  |

## Брак и дети
Жена: с 1455 года Маргарет Бофорт (31 мая 1443 — 29 июня 1509), дочь Джона Бофорта, герцога Сомерсета, и Маргарет Бошан из Блетсо. Дети:
- Генрих VII (28 января 1457 — 21 апреля 1509), 2-й граф Ричмонд с 1457 года, король Англии с 1485 года[17].

После смерти Эдмунда Маргарет ещё дважды выходила замуж: за Генри Стаффорда, сына герцога Бекингема, и Томаса Стенли, 1-го графа Дерби.